# データ圧縮比
データ圧縮比（データあっしゅくひ、英: Data compression ratio）は、データ圧縮でデータの大きさが低減される程度を定量化したものである。データ圧縮比は、物体の物理的圧縮で使われる圧縮比と同様の考え方であり、圧縮されていないときの大きさと圧縮されたときの大きさの比で表される   。
{\displaystyle {\rm {Compression\;Ratio}}={\frac {\rm {Uncompressed\;Size}}{\rm {Compressed\;Size}}}}
したがって例えば、10MBのファイルを2MBに圧縮した場合、圧縮比は 10/2 = 5 となり、5:1 のように比として記述する場合もあるし、5X のように記述する場合もある。なお、この考え方は圧縮の際（圧縮されていない大きさはオリジナルの大きさ）にも伸張の際（圧縮されていない大きさは伸張後の大きさ）にも適用される。
場合によっては、領域節約率（space savings）を示すこともある。これは圧縮前に比べてどれだけ格納領域を節約できるかを示すものである。
{\displaystyle {\rm {Space\;Savings}}=1-{\frac {\rm {Compressed\;Size}}{\rm {Uncompressed\;Size}}}}
したがって例えば、10MBのファイルを2MBに圧縮した場合、領域節約率は 1 - 2/10 = 0.8 であり、百分率で 80% のように記述することが多い。
音声や動画のストリーミングのようにサイズが一定でない信号については、データの大きさではなくデータ転送レートの圧縮前と圧縮後の値から圧縮比を求める。
{\displaystyle {\rm {Compression\;Ratio}}={\frac {\rm {Uncompressed\;Data\;Rate}}{\rm {Compressed\;Data\;Rate}}}}
そして、領域節約率の代わりにデータ転送レート節約率を使用する。考え方は領域節約率と同じである。
{\displaystyle {\rm {Data\;Rate\;Savings}}=1-{\frac {\rm {Compressed\;Data\;Rate}}{\rm {Uncompressed\;Data\;Rate}}}}
例えば、CDフォーマットで圧縮されていない場合の転送レートは 16 ビット/チャンネル × 2 チャンネル × 44.1 kHz ≒ 1.4 Mb/s であり、iPodで使われているAACファイルの転送レートは 128 Kb/s である。したがって、この場合の圧縮比は 11.025、データ転送レート節約率は 0.91、つまり 91% である。
圧縮前のデータ転送レートが判っているとき、圧縮後のデータ転送レートがわかれば圧縮比が求められる。
なお、圧縮比に関しては誤った使い方をしていることがある。例えば、節約率を圧縮比と呼んでいたり、圧縮比の逆を圧縮比と呼んでいたりする場合がある。また、どういう値であるかを気にせずに漠然と圧縮効率と呼んで「圧縮効率が2倍」などという言い方をすることも多い。
動画、静止画像、音声の可逆圧縮は全ての情報を保存するが、そのデータ固有のエントロピーがあるため、2:1 以上の圧縮はほとんど望めない。一方、非可逆圧縮（例えば JPEG や MP3）は、もっと高い圧縮比を実現できるが、相対的に品質は低減し、情報が失われることで画質や音質が低下する。